# Sainte-Anne (Martinica)
Sainte-Anne è un comune francese di 4.751 abitanti situato nel dipartimento d'oltre mare della Martinica.